# Hocus Pocus (magia)
Hocus pocus è una frase senza senso usata come "formula magica" per "fare accadere qualcosa". In passato fu un termine comune adottato da maghi, giocolieri o altri simili intrattenitori (come "abracadabra", altra parola magica di derivazione da una lingua antica). Nell'inglese britannico, il più moderno significato prevalente è "sciocchezze inventate", come in "It was all a load of hocus pocus" ("erano tutte un mucchio di sciocchezze inventate").
Le origini del termine rimangono comunque oscure. Alcuni credono che provenga da una parodia della liturgia cattolica romana dell'eucaristia, che contiene la frase "Hoc est enim corpus meum". Questa spiegazione risale alle speculazioni da parte del prelato anglicano John Tillotson, che ha scritto nel 1694: "Con ogni probabilità i comuni giochi di parole "hocus pocus" non sono altro che un'aberrazione di hoc est corpus, con un'imitazione comica dei sacerdoti della Chiesa di Roma nel loro gioco della transustanziazione".
Altre ipotesi sono che si faccia riferimento al mago del folclore nordico Ochus Bochus o alla locuzione gallese hovea pwca (un "goblin's trick", ovvero un trucco fraudolento). Potrebbe anche trattarsi semplicemente di una finta locuzione latina senza alcun significato, ma con un suono che può far colpo su chi ascolta.
È possibile che sia una storpiatura di due antichi termini ungheresi: hőcseré (scambio di calore) e pokol (inferno). In tal caso poteva essere utilizzato in stregoneria (in forma rituale), come una sorta di baratto (oppure raggiro), per ottenere il calore infernale o altra forma di energia simile, magari perché ritenuto necessario nell'operare la magia nera, il tutto nato comunque in contesto di credenze folkloristiche e tramandato in ambito familiare.